# شیگرو ناکاهارا
شیگرو ناکاهارا (انگلیسی: Shigeru Nakahara؛ زادهٔ ۲۲ ژانویهٔ ۱۹۶۱) صداپیشگی در ژاپن اهل ژاپن است.